# Szombatfa
Szombatfa (németül: Sumetendorf}) Strém településrésze Ausztriában, Burgenland tartományban, a Németújvári járásban.

## Fekvése
Németújvártól 7 km-re délkeletre a Strém-patak jobb partján fekszik.

## Története
1464-ben "Sombathfalwa" alakban említik először. 1482-ben "Zombathfalw", 1496-ban "Zombathfalwa" alakban szerepel a korabeli forrásokban. A Héderváry család birtoka volt. 1548-ban 4, 1576-ban 7, 1599-ben 8, 1634-ben 11 portát számláltak a településen. 1643-ban 15 háza és 72 lakosa volt. 1787-ben 21 házában 122 lakos élt. 1828-ban 19 háza és 135 lakosa volt. 1877-ig a szentkúti, majd a strémi plébániához tartozott. Iskolája 1907-ben épült, első tanítója Pecöly Flóra volt.
Fényes Elek szerint " Szombatfa, (Zumendorf), horvát falu, Vas vmegyében, 140 kath. lak., a német-ujvári urad. tartozik. Ut. p. Rába-Sz.-Mihály."
Vas vármegye monográfiája szerint " Szombatfa (Sumetendorf), kis falu a Strém patak mentén, 26 házzal és 141 németajkú lakossal. Vallásuk r. kath. és ág. ev. Postája Strém, távírója Németujvár. Határában fogják elvezetni a tervezett körmend-németujvári vasútvonalat. Úrtelek nevű dülőjén valamikor a Batthyányak kastélya állott, mely azonban teljesen elpusztult."
1910-ben 154, túlnyomórészt német lakosa volt. A trianoni békeszerződésig Vas vármegye Németújvári járásához tartozott. A békeszerződések Ausztriának ítélték és Burgenland tartomány része lett. 1971-ben közigazgatásilag Strémhez csatolták. 2001-ben 65 lakosa volt.

## Nevezetességei
Római katolikus temploma.

## Külső hivatkozások
- Strém hivatalos oldala
- Szombatfa a dél-burgenlandi települések honlapján
- Várszentmiklós honlapja
- A burgenlandi települések történeti lexikona